# احتجاجات على إقالة يوآف غالانت
الاحتجاجات على إقالة يوآف جالانت أو ليلة جالانت 2 (بالعبرية:מחאות נגד פיטוריו של יואב גלנט) في 5 نوفمبر 2024 عندما أقال رئيس الوزراء الإسرائيلي بنيامين نتنياهو وزير الدفاع يوآف جالانت. وفي أعقاب إقالته، دعت المعارضة الإسرائيلية الناس إلى الاحتجاج في جميع أنحاء إسرائيل.

## الخط الزمني

### 5 نوفمبر
أغلق المتظاهرون الطريق الرئيسي في تل أبيب وأشعلوا النيران في المنطقة، كما تجمع المتظاهرون في القدس واشتبكوا أمام منزل بنيامين نتنياهو. وهتف المتظاهرون بشعار احتجاجات الإصلاح القضائي الإسرائيلي لعام 2023 "الديمقراطية أو الثورة".

## انظر ايضا
- احتجاجات الإصلاح القضائي الإسرائيلي 2023